# Nordseemuseum (Bremerhaven)

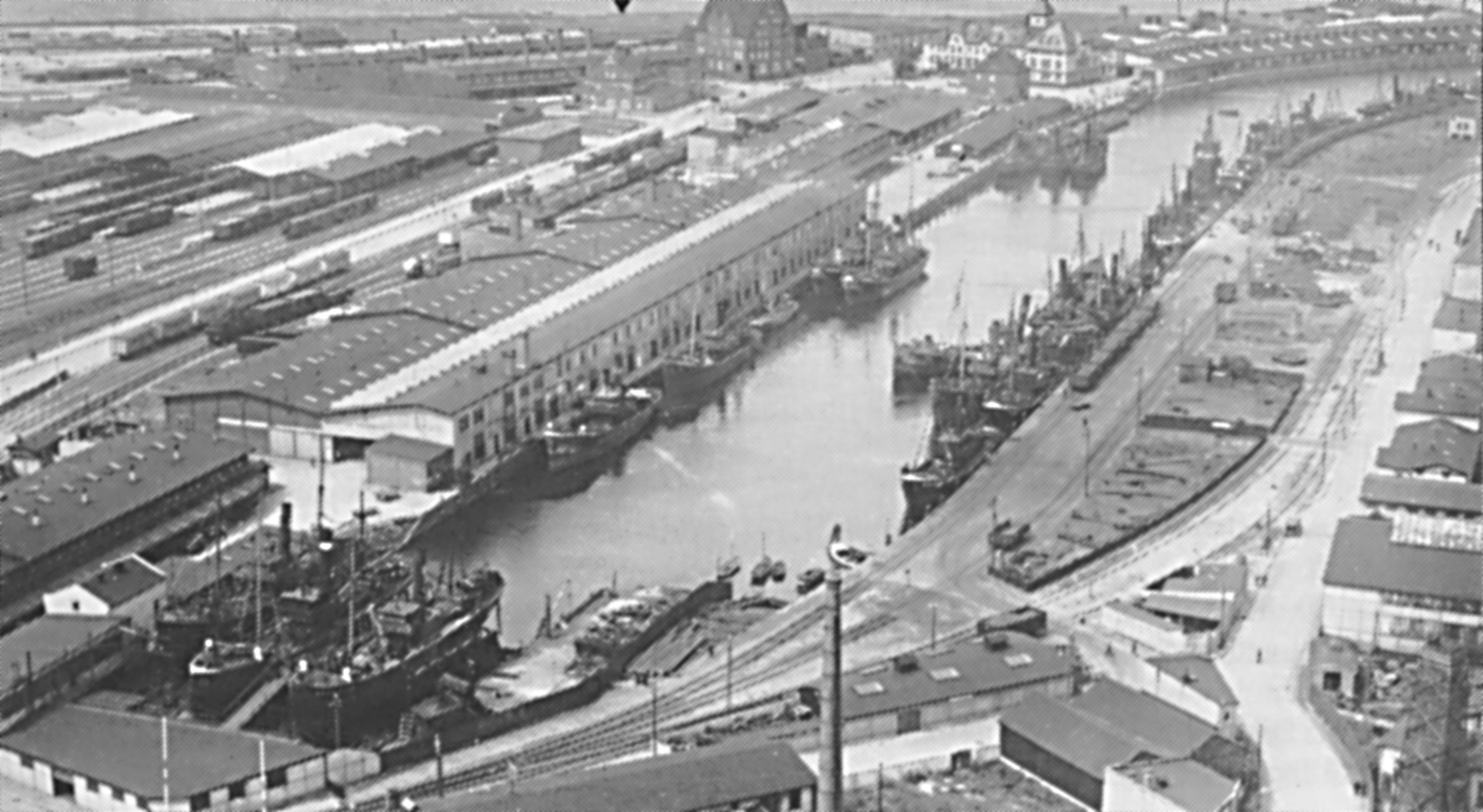
Schlösserhaus im Fischereihafen I

Das Nordseemuseum in Bremerhaven war bis 1999 ein meereskundliches Museum in Geestemünde. In seiner 78-jährigen Geschichte wurde das einmalige Naturkundemuseum dreimal eröffnet. An der westlichen Pier des  Handelshafens untergebracht, hatte es in seiner Hochzeit um 1980 jährlich über 35.000 Besucher.

## Geschichte

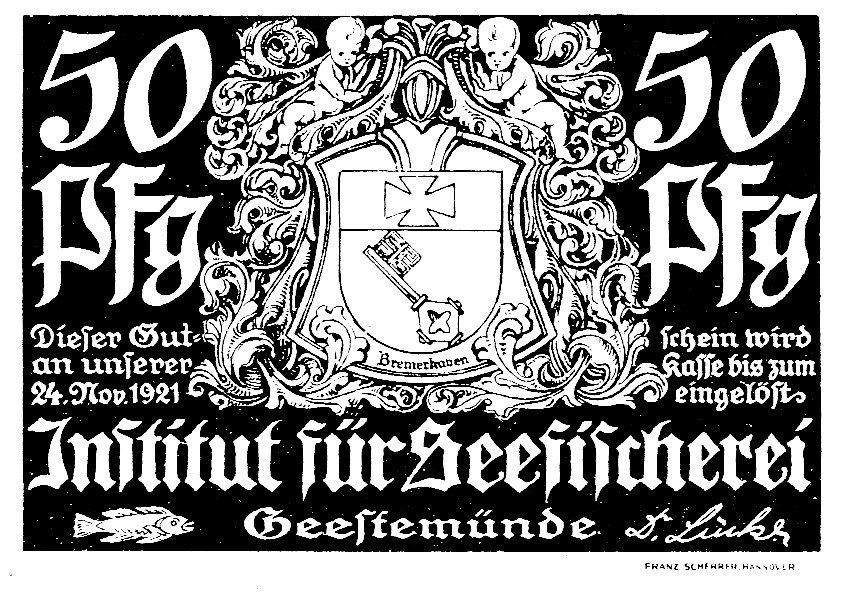
Gutschein zur Eröffnung

Der Oberlehrer Fritz Lücke (1887–1970) leitete seit 1919 das Institut für Seefischerei im Fischereihafen. Er hatte die Idee, die Bevölkerung mit einer Schausammlung über die Aufgaben und Probleme der Hochseefischerei zu unterrichten.

### Fischereimuseum
In den oberen Etagen des neugebauten Schlösserhauses (des späteren Wikinghauses) standen noch einige Räume leer. Sie boten sich für die Aufnahme des neuen Museums an. In den unteren Etagen waren die wissenschaftlichen Abteilungen des Instituts für Seefischerei untergebracht worden. Das Institut für Seefischerei eröffnete am 24. November 1921 ein Fischereimuseum. Die Aufgaben waren:
1. Vermittlung von Fachkenntnissen an die Fischerei-Beteiligten
2. Förderung des Verständnisses für die Bedeutung und für den Vertrieb der Seefischerei und Hebung des Fischverbrauchs in der übrigen Bevölkerung
3. Forschungsarbeiten, insoweit sie für die Praxis nutzbare Ergebnisse versprechen
4. wissenschaftliche Durcharbeitung aller praktischen Fischereifragen

Die ersten Exponate kamen aus dem Magazin des Morgenstern-Museums. Dort lagerte die Fischereibiologische Sammlung von Friedrich Duge. Als das Museum am besten lief, wurde es von der Baupolizei geschlossen. Die Baulichkeiten seien für den Besucherverkehr nicht geeignet; es fehlten Notausgänge. Diese Schließung erwies sich im Nachhinein als Glücksfall; denn 1926 stellte der Preußische Minister für Handel und Verkehr einen alten Baumwollschuppen am Handelshafen zur Verfügung. Nach seinem Umbau bezog das Fischereimuseum 1928 die oberen Räume. Die umfangreiche Ausstellung präparierter Lebewesen aus der Nordsee und dem Nordatlantik war einzigartig. Sie umfasste Algen, Korallen, Würmer, Weichtiere, Krebstiere, Stachelhäuter, Fische, Vögel und Meeressäuger. Vertreten waren sowohl millimeterkleine Schnecken als auch Großobjekte wie Walross, Eisbär oder Wale, vom Watt- bis zum Tiefseebewohner. Die Inneneinrichtung wurde so gerühmt wie die Ausstellung. Beim schwersten der Luftangriffe auf Wesermünde am 18. September 1944 brannte das Museum teilweise aus. Ein Großteil der Exponate ging verloren. Die Räume dienten kurzzeitig als Sammellager für Soldaten, dann als Holzlager.

### Institut für Meeresforschung
Das Land Bremen übernahm 1948 das an der Straße zur Doppelschleuse gelegene Institut für Seefischerei und machte es zum Institut für Meeresforschung. Als Morgengabe erhielt das Institut 37 Vitrinen im Wert von 45.000 Deutsche Mark. Mit der Änderung des Namens und des Aufgabenbereichs änderte sich auch die biologische Sammlung. 1950 wurde mit Erdmann Scholz der erste Präparator eingestellt.
Am 8. November 1952 wurde das Museum in den renovierten Räumen zum dritten Mal eröffnet. Im Namen des Bremer Senats dankte Willy Dehnkamp für die Arbeit. Die Schausammlung wurde in den folgenden Jahren erheblich vergrößert. Nicht nur die Seefischerei, sondern der gesamte Lebensraum Meer sollte dem Besucher vorgestellt werden. Um das Museum bekannter zu machen, wurden Sonderausstellungen gezeigt, die in einer Hafenstadt Anklang finden mussten, z. B. „Was Seeleute mitbringen“, „Urtümliche Fischerei“ und „Ebbe und Flut“. Manches aus diesen Sonderausstellungen wurde der regulären Sammlung einverleibt. Ihre Größe wuchs daher wie das Interesse der Bevölkerung ständig. 1955 und 1965 kamen weitere Säle hinzu.
Dem Präparator Scholz folgte Paul Slominski bis 1959. Ab 1960 war Günther Behrmann jahrzehntelang Präparator. Das Museum hieß seit 1971 Nordseemuseum und war eine eigenständige Abteilung des Instituts. Unter Behrmanns Anleitung wurden Präparatoren ausgebildet, Museumspädagogen beschäftigt und zahlreiche Unterrichtsmaterialien für Schulen herausgegeben. Ab 1972 wurde Behrmann Leiter des Nordseemuseums.
Durch einen eigenen Forschungskutter vergrößerte sich die Sammlung sehr schnell. Bis 1981 gingen 24 Expeditionen in den Nordatlantik. 1981 erstreckte sich das Nordseemuseum über drei Säle mit insgesamt 642 m². In 75 Vitrinen wurden 3500 Tierarten ausgestellt. Dazu kamen fünf Dioramen, drei biologische Gruppen, ein Funktionsmodell, ein Algenherbar und eine große Vitrine zur Evolution mit vielen Fossilien. Über 300 Schulklassen besuchten jährlich das Museum. Ab 1973 wurden Druckwerke angeboten, die die Exponate erklärten. Ab 1979 standen Unterrichtshilfen für Lehrer und Schülerarbeitshilfen zur Verfügung.

### AWI

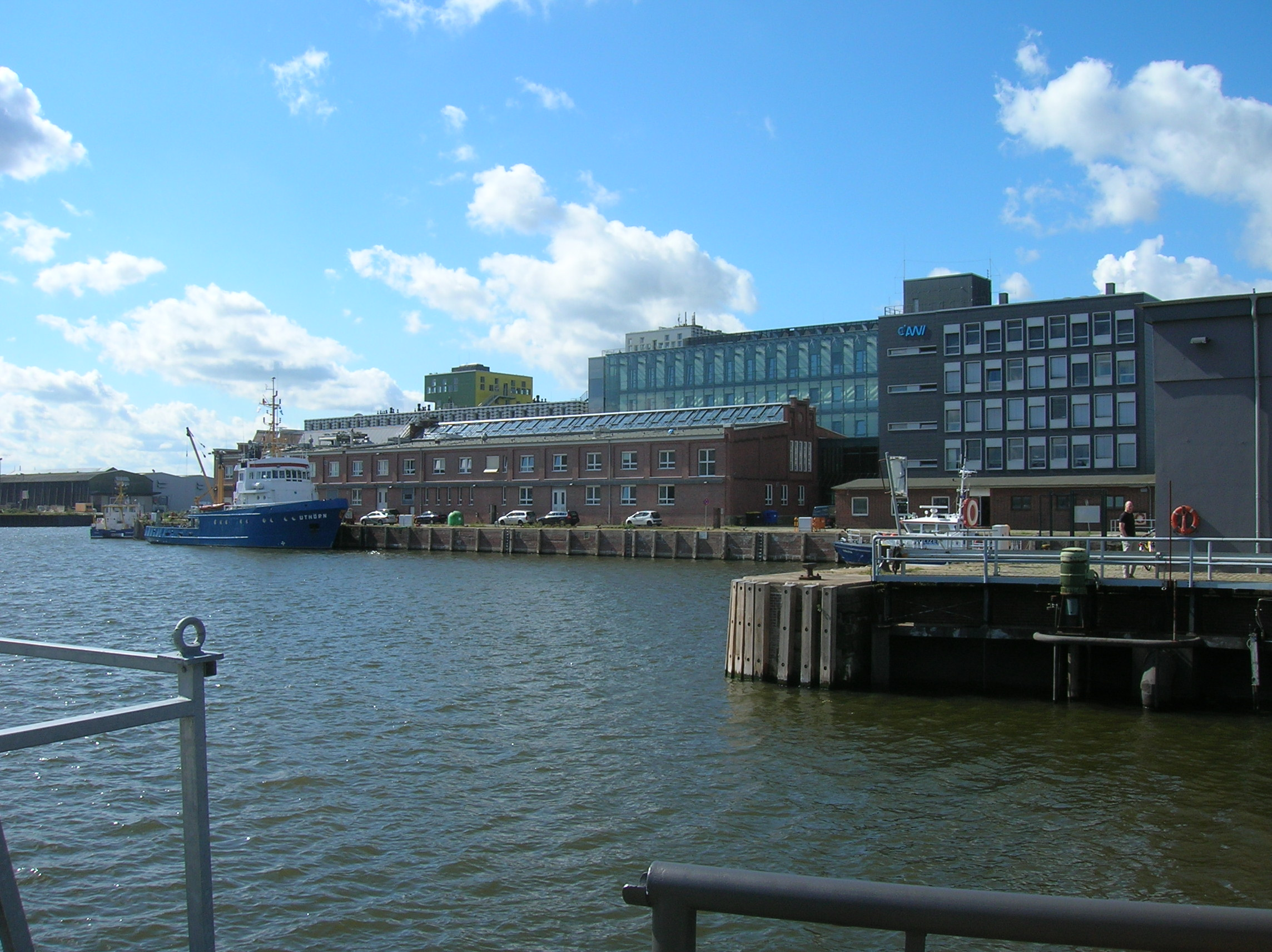
Museumsgebäude und AWI-Erweiterungsbau (Steidle) am Handelshafen (2015)

Als 50 Mitarbeiter der Biologischen Anstalt Helgoland von Hamburg nach Bremerhaven kamen, reklamierte das neu geschaffene Alfred-Wegener-Institut (AWI) die Räumlichkeiten des Nordseemuseums. 1986 wurde das Nordseemuseum in das AWI eingegliedert. Als bundeseigene Einrichtung durfte das AWI kein Museum unterhalten. Das Nordseemuseum wurde geschlossen. Deshalb gründeten Bremerhavener Bürger 1987 den Förderverein Nordsee-Museum e. V. Zunächst verblieben die landeseigenen Exponate noch in den angestammten Räumen. Sie durften weiterhin – nach vorheriger Anmeldung – von Schulklassen besichtigt werden. An einem Sonntag im Monat war ein Besuch für die Öffentlichkeit dadurch möglich, dass Mitglieder des Fördervereins ehrenamtlich die Aufsicht führten. 1999 schlossen sich jedoch endgültig die Pforten. Die Ausstellungsstücke wurden unter der Leitung des Übersee-Museums fachgerecht verpackt und in einer Halle eingelagert. Die Dioramen gingen verloren. Die langjährige Suche nach einem neuen Domizil blieb ergebnislos. Auch die Zusammenarbeit mit dem Atlanticum zerschlug sich mit dessen Schließung im Jahre 2013.

## Bedeutung
Nach den im Nordseemuseum entwickelten Präparationsmethoden wird in der ganzen Welt gearbeitet. Es hatte sich von einem Heimatmuseum zu einer international anerkannten Spezialsammlung entwickelt.